# Gymnocoronis
Gymnocoronis es un género de plantas fanerógamas perteneciente a la familia de las asteráceas. Comprende 7 especies descritas y  solo 2 aceptadas.

## Taxonomía
El género fue descrito por Augustin Pyrame de Candolle y publicado en Prodromus Systematis Naturalis Regni Vegetabilis 5: 106. 1836. La especie tipo es: Gymnocoronis attenuata DC.

## Especies aceptadas
A continuación se brinda un listado de las especies del género Gymnocoronis aceptadas hasta junio de 2012, ordenadas alfabéticamente. Para cada una se indica el nombre binomial seguido del autor, abreviado según las convenciones y usos.
- Gymnocoronis latifolia Hook. & Arn.
- Gymnocoronis spilanthoides (D.Don ex Hook. & Arn.) DC.